# 윤건차
윤건차(尹健次, 1944년~)는 대한민국의 정치학자이다.
재일조선인 2세로 교토 대학을 졸업하고 도쿄 대학에서 '조선근대교육의 사상과 운동'이라는 논문으로 박사학위를 취득하였다. 현재 가나가와 대학 명예교수이며 이전에는 일본 근대사상사, 한국 현대사상사, 근대 한일관계사를 가르쳤다.

## 사상
윤건차는 '서구 숭배사상', '천황제 이데올로기', 그리고 '아시아 멸시관'이 일본인의 정체성을 구성하고 있으며, 서구 숭배와 아시아 멸시는 동전의 양면이며 그 내실은 이질적인 타자에 대한 차별과 편견이라고 말한다. 천황제는 일본의 고유성과 우월성을 주장하는 민족주의가 중핵을 이루어 대내외적으로 억압적·배타적 기능을 담당해왔다고 규정한다. 또한 이 메커니즘 속에서 일본인들에게 가장 어둡고 부정적인 존재로 각인된 것이 조선과 조선인이라고 주장한다.
일본은 패전 뒤 천황제를 청산하고 공화제 민주주의를 수립했어야 했지만 어정쩡한 항복 절차를 통해 일제 지배세력과 결탁한 점령자 미국은 냉전 교두보로서의 일본 통치 편의를 위해 천황제를 존속시켰고, 천황제에 대해 가장 완강하게 반대한 공산당과 재일조선인들을 힘으로 누르고 기시 노부스케를 비롯한 전전 지배세력을 부활시켰으며 이러한 일본의 이른바 ‘역류’정책은 역시 미군이 점령했던 당시의 한반도 남쪽에서 일어난 좌파 분쇄, 대구 10월항쟁, 제주 4·3항쟁과 여순사건 유혈진압, 이승만 및 친일파의 권력 장악과 정확하게 대응한다고 말한다.

## 저서
- '한국 근대교육의 사상과 운동' 청사, 1987년
- '현대일본의 역사의식' 한길사, 1990년
- '일본:그 국가·민족·국민' 일월서각, 1977년
- '현대 한국의 사상흐름' 당대, 2000년
- <한일 근대사상의 교착>
- 〈교착된 사상의 현대사〉윤건차 지음·박진우 외 옮김/창작과비평, 2009년
- 〈겨울숲〉윤건차 지음·김응교 옮김/화남, 2009년
- '자이니치의 정신사',2016년